# Leptochloa srilankensis
Leptochloa srilankensis é uma angiosperma pertencente à família Poaceae.